# Боско-Маренго
Боско-Маренго (итал. Bosco Marengo) — коммуна в Италии, располагается в регионе Пьемонт, в провинции Алессандрия.
Население составляет 2521 человек (2008 г.), плотность населения составляет 56 чел./км². Занимает площадь 45 км². Почтовый индекс — 15062. Телефонный код — 0131.
Покровителем населённого пункта считается святой Papa Pio V.

## Демография
Динамика населения:

## Администрация коммуны
- Официальный сайт: